# Списак награда и номинација Мишел Вилијамс
Мишел Вилијамс је америчка глумица која је освојила бројне награде и номинације, укључујући Награду Златни глобус и Награду Избор критичара. Поред тога, она је номинована за четири Оскара и четири БАФТА награде.

## Главне награде

### Оскар[1]
| Год. | Дело                  | Категорија                        | Резултат   | Реф.  |
| ---- | --------------------- | --------------------------------- | ---------- | ----- |
| 2006 | Brokeback Mountain    | Најбоља глумица у споредној улози | Номинација | [ 2 ] |
| 2011 | Blue Valentine        | Најбоља главна глумица            | Номинација | [ 3 ] |
| 2012 | My Week with Marilyn  | Најбоља главна глумица            | Номинација | [ 4 ] |
| 2017 | Manchester by the Sea | Најбоља глумица у споредној улози | Номинација | [ 5 ] |

### Филмске награде Британске академије[6]
| Год. | Дело                  | Категорија                        | Резултат   | Реф. |
| ---- | --------------------- | --------------------------------- | ---------- | ---- |
| 2006 | Brokeback Mountain    | Најбоља глумица у споредној улози | Номинација |      |
| 2006 | Brokeback Mountain    | Звезда у успону                   | Номинација |      |
| 2012 | My Week with Marilyn  | Најбоља глумица у главној улози   | Номинација |      |
| 2017 | Manchester by the Sea | Најбоља глумица у споредној улози | Номинација |      |

### Награда Златни глобус[7]
| Год. | Дело                       | Категорија                                                    | Резултат   | Реф.  |
| ---- | -------------------------- | ------------------------------------------------------------- | ---------- | ----- |
| 2006 | Brokeback Mountain         | Најбоља споредна глумица у играном филму                      | Номинација |       |
| 2011 | Blue Valentine             | Најбоља главна глумица у играном филму (драма)                | Номинација |       |
| 2012 | My Week with Marilyn       | Најбоља главна глумица у играном филму (мјузикл или комедија) | Освојено   |       |
| 2017 | Manchester by the Sea      | Најбоља споредна глумица у играном филму                      | Номинација |       |
| 2018 | All the Money in the World | Најбоља главна глумица у играном филму (драма)                | Номинација | [ 8 ] |

### Награда Прајмтајм Еми
| Год. | Дело         | Категорија                                          | Резултат  | Реф. |
| ---- | ------------ | --------------------------------------------------- | --------- | ---- |
| 2019 | Fosse/Verdon | Истакнута кратка серија (као извршни продуцент)     | На чекању |      |
| 2019 | Fosse/Verdon | Истакнута главна глумица у краткој серији или филму | На чекању |      |

### НаградаScreen Actors Guild[9]
| Год. | Дело                  | Категорија                          | Резултат   | Реф. |
| ---- | --------------------- | ----------------------------------- | ---------- | ---- |
| 2004 | The Station Agent     | Најбоља филмска постава             | Номинација |      |
| 2006 | Brokeback Mountain    | Најбоља филмска постава             | Номинација |      |
| 2006 | Brokeback Mountain    | Истакнута глумица у споредној улози | Номинација |      |
| 2012 | My Week with Marilyn  | Истакнута глумица у главној улози   | Номинација |      |
| 2017 | Manchester by the Sea | Истакнута глумица у споредној улози | Номинација |      |
| 2017 | Manchester by the Sea | Најбоља филмска постава             | Номинација |      |

### Награда Тони
| Год. | Дело      | Категорија                  | Резултат   | Реф. |
| ---- | --------- | --------------------------- | ---------- | ---- |
| 2016 | Blackbird | Најбоља глумица у представи | Номинација |      |

## Друге награде и номинације

### НаградаAACTA
| Год. | Дело                  | Категорија               | Резултат   | Реф. |
| ---- | --------------------- | ------------------------ | ---------- | ---- |
| 2012 | My Week with Marilyn  | Најбоља глумица          | Номинација |      |
| 2017 | Manchester by the Sea | Најбоља споредна глумица | Номинација |      |

### Награде Академије канадског биоскопа и телевизије
| Год. | Дело            | Категорија             | Резултат   | Реф. |
| ---- | --------------- | ---------------------- | ---------- | ---- |
| 2012 | Take This Waltz | Најбоља главна глумица | Номинација |      |

### Награда Избор критичара[10]
| Год. | Дело                  | Категоријја              | Резултат   | Реф. |
| ---- | --------------------- | ------------------------ | ---------- | ---- |
| 2006 | Brokeback Mountain    | Најбоља споредна глумица | Освојено   |      |
| 2011 | Blue Valentine        | Најбоља глумица          | Номинација |      |
| 2012 | My Week with Marilyn  | Најбоља глумица          | Номинација |      |
| 2016 | Manchester by the Sea | Најбоља споредна глумица | Номинација |      |
| 2016 | Manchester by the Sea | Најбоља филмска постава  | Номинација |      |

### Награда Готам[11]
| Год. | Дело               | Категорија              | Резултат   | Реф. |
| ---- | ------------------ | ----------------------- | ---------- | ---- |
| 2005 | Brokeback Mountain | Најбоља филмска постава | Номинација |      |

### Холивуд филмски фестивал[12]
| Год. | Дело                 | Категорија                            | Резултат | Реф. |
| ---- | -------------------- | ------------------------------------- | -------- | ---- |
| 2011 | My Week with Marilyn | Холивудска награда за најбољу глумицу | Освојено |      |

### НаградаIndependent Spirit[13]
| Год. | Дело                 | Категорија               | Резултат   | Реф. |
| ---- | -------------------- | ------------------------ | ---------- | ---- |
| 2005 | Land of Plenty       | Најбоља главна глумица   | Номинација |      |
| 2006 | Brokeback Mountain   | Најбоља споредна глумица | Номинација |      |
| 2009 | Wendy and Lucy       | Најбоља главна глумица   | Номинација |      |
| 2011 | Blue Valentine       | Најбоља главна глумица   | Номинација |      |
| 2012 | My Week with Marilyn | Најбоља главна глумица   | Освојено   |      |

### Филмске и ТВ МТВ награде
| Год. | Дело                 | Категорија             | Резултат   | Реф. |
| ---- | -------------------- | ---------------------- | ---------- | ---- |
| 2012 | My Week with Marilyn | Најбоља трансформација | Номинација |      |

### НаградаSatellite
| Год. | Дело                  | Категорија               | Резултат   | Реф. |
| ---- | --------------------- | ------------------------ | ---------- | ---- |
| 2010 | Blue Valentine        | Најбоља глумица          | Номинација |      |
| 2011 | My Week with Marilyn  | Најбоља глумица          | Номинација |      |
| 2017 | Manchester by the Sea | Најбоља споредна глумица | Номинација |      |

### Награда Удружења телевизијских критичара
| Год. | Дело         | Категорија                      | Резултат | Реф. |
| ---- | ------------ | ------------------------------- | -------- | ---- |
| 2019 | Fosse/Verdon | Индивидуално постигнуће у драми | Освојено |      |

### Награда Избор тинејџера
| Год. | Дело                      | Категорија                                   | Резултат   | Реф. |
| ---- | ------------------------- | -------------------------------------------- | ---------- | ---- |
| 2010 | Shutter Island            | Награда избор тинејџера – Хорор/трилер       | Номинација |      |
| 2013 | Oz the Great and Powerful | Награда избор тинејџера – Сај-фај/фантастика | Номинација |      |

### Награда за младог уметника
| Год. | Дело                          | Категорија                                              | Резултат   | Реф. |
| ---- | ----------------------------- | ------------------------------------------------------- | ---------- | ---- |
| 1995 | Lassie                        | Најбољи наступ младе глумице у филму                    | Номинација |      |
| 1999 | Halloween H20: 20 Years Later | Најбољи наступ у играном филму – млада споредна глумица | Номинација |      |
| 2000 | Dick                          | Најбољи наступ у играном филму – млада главна глумица   | Номинација |      |

### Удружење критичара и друге награде
| Год. | Дело                                  | Категорија                                                                         | Резултат   | Реф. |
| ---- | ------------------------------------- | ---------------------------------------------------------------------------------- | ---------- | ---- |
| 2000 | If These Walls Could Talk 2           | Награда Луси за изврстност за филм направљен за телевизију                         | Освојено   |      |
| 2005 | Brokeback Mountain                    | Награда Удружења филмских критичара из Чикага за најбољу споредну глумицу          | Номинација |      |
| 2005 | Brokeback Mountain                    | Онлајн награда Друштва филмских критичара за најбољу споредну женску улогу         | Номинација |      |
| 2005 | Brokeback Mountain                    | Награда Круга филмских критичара из Ванкувера за најбољу споредну глумицу          | Номинација |      |
| 2005 | Brokeback Mountain                    | Награда Удружења филмских критичара округа Вашингтон за најбољу споредну глумицу   | Номинација |      |
| 2008 | Wendy and Lucy                        | Онлајн награда Друштва филмских критичара за најбољу главну женску улогу           | Освојено   |      |
| 2008 | Wendy and Lucy                        | Награда Удружења филмских критичара из Торонта за најбољу глумицу                  | Освојено   |      |
| 2008 | Wendy and Lucy                        | National Society of Film Critics Award for Best Actress                            | Номинација |      |
| 2010 | Blue Valentine                        | Награда Круга филмских критичара из Сан Франциска за најбољу глумицу               | Освојено   |      |
| 2010 | Blue Valentine                        | Награда Удружења филмских критичара из Чикага за најбољу глумицу                   | Номинација |      |
| 2010 | Blue Valentine                        | Награда Удружења филмских критичара у Далас-Форт Ворту за најбољу глумицу          | Номинација |      |
| 2010 | Blue Valentine                        | Награда Удружења филмских критичара из Денвера за најбољу глумицу                  | Номинација |      |
| 2010 | Blue Valentine                        | Награда Друштва филмских критичара из Детроита за најбољу глумицу                  | Номинација |      |
| 2010 | Blue Valentine                        | Награда Друштва филмских критичара из Сан Дијега за најбољу глумицу                | Номинација |      |
| 2010 | Blue Valentine                        | Награда Удружења филмских критичара из Торонта за најбољу споредну глумицу         | Номинација |      |
| 2011 | My Week with Marilyn                  | Награда Друштва филмских критичара у Бостону за најбољу споредну глумицу           | Освојено   |      |
| 2011 | My Week with Marilyn                  | Награда Удружења филмских критичара из Чикага за најбољу глумицу                   | Освојено   |      |
| 2011 | My Week with Marilyn                  | Награда Друштва филмских критичара из Детроита за најбољу глумицу                  | Освојено   |      |
| 2011 | My Week with Marilyn                  | Награда Круга филмских критичара Флориде за најбољу глумицу                        | Освојено   |      |
| 2011 | My Week with Marilyn                  | Награда Удружења филмских критичара из Торонта за најбољу глумицу                  | Освојено   |      |
| 2011 | My Week with Marilyn                  | Награда Удружења филмских критичара округа Вашингтон за најбољу глумицу            | Освојено   |      |
| 2011 | My Week with Marilyn                  | Награда Друштва филмских критичара у Хјустону за најбољу глумицу                   | Номинација |      |
| 2011 | My Week with Marilyn                  | Награда Круга филмских критичара из Лондона за глумицу године                      | Номинација |      |
| 2011 | My Week with Marilyn                  | Награда Круга филмских критичара из Њујорка за најбољу глумицу                     | Runner-up  |      |
| 2011 | My Week with Marilyn                  | Онлајн награда Друштва филмских критичара за најбољу главну женску улогу           | Номинација |      |
| 2011 | My Week with Marilyn                  | Награда Друштва филмских критичара из Сан Дијега за најбољу глумицу                | Номинација |      |
| 2011 | My Week with Marilyn                  | Награда Удружења филмских критичара Ст. Луис Гејтвеј за најбољу глумицу            | Runner-up  |      |
| 2011 | My Week with Marilyn                  | Награда Круга филмских критичара из Ванкувера за најбољу глумицу                   | Номинација |      |
| 2012 | Take This Waltz                       | Награда Друштва филмских критичара из Сан Дијега за најбољу глумицу                | Освојено   |      |
| 2012 | Take This Waltz                       | Награда Друштва филмских критичара из Детроита за најбољу глумицу                  | Номинација |      |
| 2012 | Take This Waltz                       | Награда Круга филмских критичара из Ванкувера за најбољу глумицу у канадском филму | Освојено   |      |
| 2016 | Manchester by the Sea                 | Награда Удружења филмских критичара из Чикага за најбољу споредну глумицу          | Освојено   |      |
| 2016 | Manchester by the Sea                 | Награда Круга филмских критичара Флориде за најбољу споредну глумицу               | Освојено   |      |
| 2016 | Manchester by the Sea                 | Награда Националног удружења филмских критичара за најбољу споредну глумицу        | Освојено   |      |
| 2016 | Manchester by the Sea                 | Награда Друштва филмских критичара у Сан Дијегу за најбољу споредну глумицу        | Освојено   |      |
| 2016 | Manchester by the Sea                 | Награда Интернационалног филмског фестивала Санта Барбара                          | Освојено   |      |
| 2016 | Manchester by the Sea                 | Награда Удружења филмских критичара из Торонта за најбољу споредну глумицу         | Освојено   |      |
| 2016 | Manchester by the Sea                 | Награда Круга филмских критичара из Ванкувера за најбољу споредну глумицу          | Освојено   |      |
| 2016 | Manchester by the Sea                 | Награда Друштва филмских критичара у Бостону за најбољу споредну глумицу           | Runner-up  |      |
| 2016 | Manchester by the Sea                 | Награда Удружења филмских критичара Ст. Луис Гејтвеј за најбољу споредну глумицу   | Runner-up  |      |
| 2016 | Manchester by the Sea                 | Награда Савеза женских филмских новинара за најбољу споредну глумицу               | Номинација |      |
| 2016 | Manchester by the Sea                 | Награда Удружења филмских критичара у Далас-Форт Ворту за најбољу споредну глумицу | Номинација |      |
| 2016 | Manchester by the Sea                 | Награда Друштва филмских критичара у Детроиту за најбољу споредну глумицу          | Номинација |      |
| 2016 | Manchester by the Sea                 | Награда Друштва филмских критичара у Хјустону за најбољу споредну глумицу          | Номинација |      |
| 2016 | Manchester by the Sea                 | Награда Круга филмских критичара из Сан Франциска за најбољу споредну глумицу      | Номинација |      |
| 2016 | Manchester by the Sea                 | Награда Удружења филмских критичара округа Вашингтон за најбољу споредну глумицу   | Номинација |      |
| 2016 | Manchester by the Sea / Certain Women | Награда Њујоршких филмских критичара за најбољу споредну глумицу                   | Освојено   |      |